# 요코하마 중화가

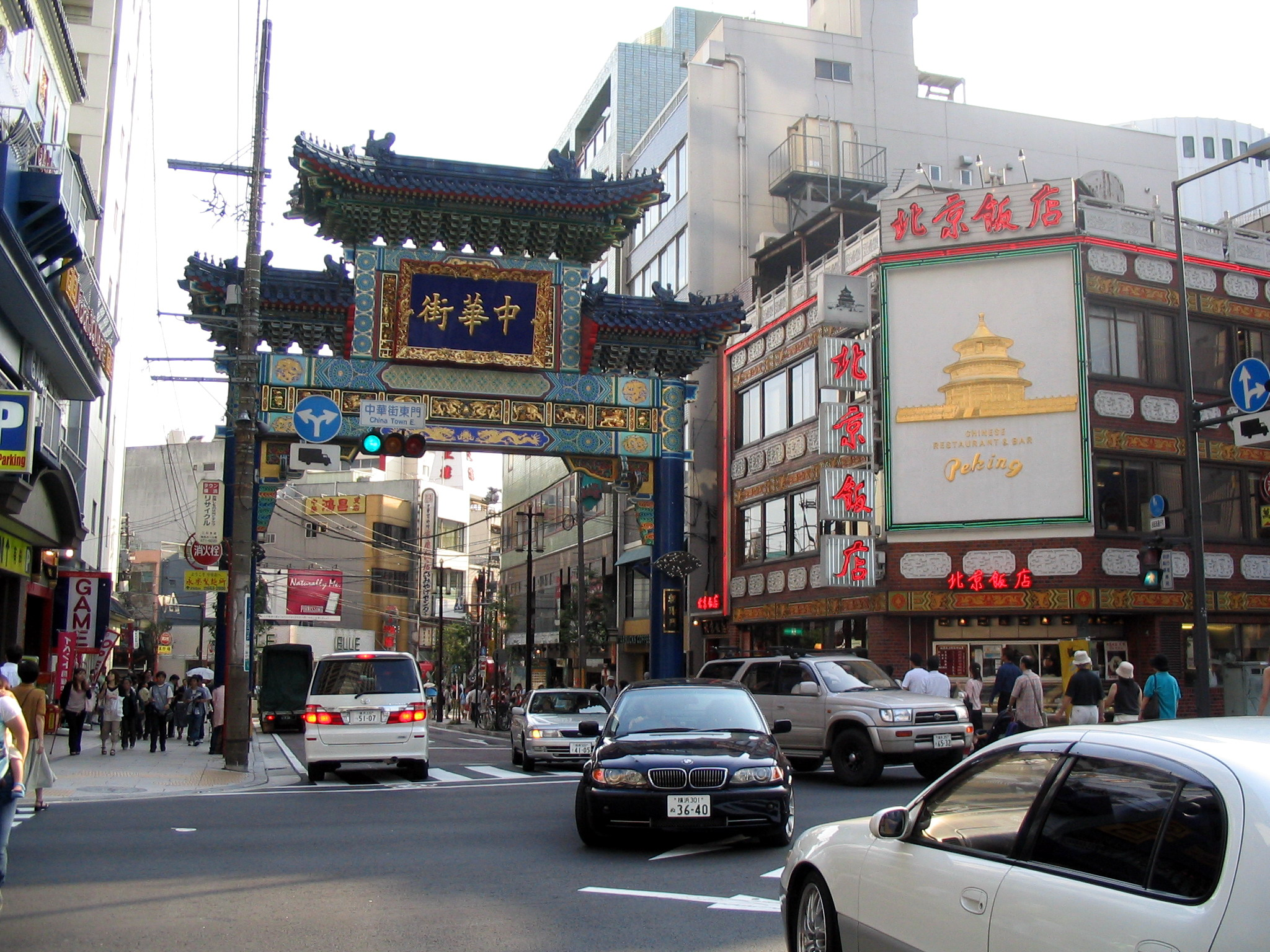
요코하마 중화가 조양문(朝陽門)

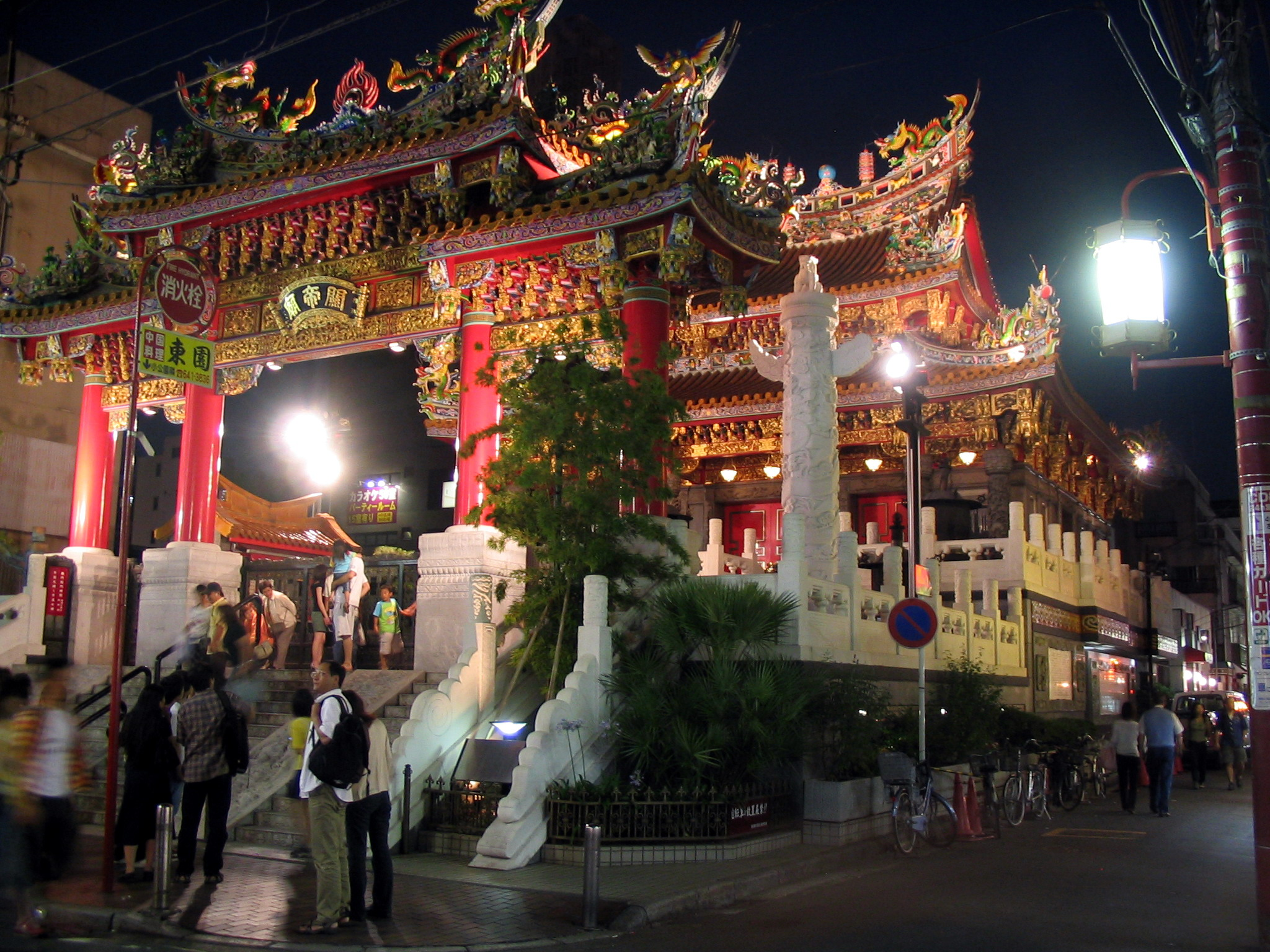
요코하마 관제묘

요코하마 중화가(일본어: 横浜中華街 요코하마추카가이[*], 영어: Yokohama Chinatown)는 일본 가나가와현 요코하마시에 위치한 차이나타운이다. 1866년 요코하마의 외국인거류지의 일각에 중국인 무역상들에 의해 세워진 관제묘, 중국인회관 및 중화학교 등이 시설이 들어선 것을 그 시초로 보면 150년 남짓의 역사를 갖는다.
고베 차이나타운, 나가사키 차이나타운과 더불어 일본의 '3대 중화가'의 하나로 꼽히며, 동아시아에서도 가장 큰 것으로 알려져 있고, 세계적으로도 대규모의 차이나타운 중 하나이다. 이곳에는 200개 이상의 음식점들이 위치하고 있다(다만, 다른 상점들은 이 수치에 포함되지 않는다). 이곳을 찾는 사람들은 중국인보다도 일본인이나 유럽인이 훨씬 많은데 이는 다른 나라의 차이나타운 뿐 아니라 같은 일본 내의 차이나타운인 고베, 나가사키 등에서도 보기 힘든 예라고 한다. 유명한 명소로 관제묘가 있다.

## 역사
1859년에 요코하마 시가 개항할 때, 요코하마에 들어오는 유럽 상인들은 한자를 아는 유능한 중국인 통역관들을 스카우트해옴으로써 이를 중심으로 중국인들의 거주지역이 형성되었다. 나중에는 상하이와 홍콩 사이의 페리 서비스가 시작되었다. 많은 중국 상인들은 일본에 오면서 학교를 세웠고, 중국인 공동체를 형성하면서 여러 가지 다른 기능을 갖춘 차이나타운을 세웠다. 하지만 당시 일본 정부의 규제로 이주자가 지정된 곳 이외에 사는 것은 제한되었다. 1899년 법이 바뀌어서 중국인을 상대로 하는 규제가 완화되었다.
1923년에 간토 지방에서 간토 대지진이 일어났다. 약 10만 명의 사람들이 죽었으며, 많은 사람들이 집을 잃었다. 차이나타운도 이때 고생했는데 많은 이민자들이 이때 중국으로 되돌아갔다.
1937년에 중국과 일본 사이에 벌어진 전쟁으로 차이나타운은 잠시 경제가 침체되었다. 전쟁이 끝난 뒤에는 다시 성장했다. 1955년 대문이 지어지면서 차이나타운은 공식적으로 인정받았고 '요코하마 중화가'라고 불리게 되었다.
1972년 중국과의 국교가 중화민국에서 중화인민공화국으로 바뀌었다.
2004년 2월 2일에는 요코하마 중화가와 연결되는 미나토미라이선의 모토마치·주카가이 역이 개통되었다.

## 교통
요코하마 차이나타운은 기차, 버스, seabus, 자동차를 타고 갈 수 있다.

### 기차
- 미나토미라이선: 모토마치·주카가이 역, 니혼오도리 역 (도쿄의 시부야역에서 도큐 도요코 선으로 직결 운행. 35분-40분 소요)
- JR 네기시 선(게이힌 도호쿠 선): 이시카와초역 (도쿄의 시나가와역에서 약 50분 소요)
- JR 네기시 선, 요코하마 시영 지하철 블루 라인 : 간나이역

### 버스
요코하마역 동쪽 버스 정거장에 차이나타운으로 가는 6개의 버스 노선이 위치해 있다. 그리고 사쿠라기초 버스 정거장을 통해서 요코하마 차이나타운으로 가는 16개의 버스 노선이 있다.

### Seabus
- Seabus (페리)

## 같이 보기
- 차이나타운
  - 나가사키 차이나타운
  - 고베 차이나타운
  - 도쿄 이케부쿠로 차이나타운
  - 인천 차이나타운
- 일본의 외국인
  - 재일중국인
  - 재일대만인